# Igrzyska Ameryki Środkowej i Karaibów 1970
Igrzyska Ameryki Środkowej i Karaibów 1970 – jedenaste Igrzyska Ameryki Środkowej i Karaibów, multidyscyplinarne zawody sportowe dla krajów znajdujących się w Ameryce Środkowej i na Karaibach, które odbyły się w Panamie w dniach 28 lutego–14 marca 1970 roku.

## Informacje ogólne
Panama uzyskała prawo do organizacji igrzysk zwyciężając z kubańską kandydaturą 14-2 w głosowaniu podczas kongresu CACSO w Portoryko. Rekordowa liczba dwudziestu uczestniczących krajów wystawiła łącznie 1765 zawodników i 330 zawodniczki, co oznaczało, iż po raz pierwszy liczba sportowców przekroczyła dwa tysiące. Pomimo zmniejszenia się liczby dyscyplin do szesnastu – w programie zabrakło tenisa i żeglarstwa, powróciła zaś gimnastyka – sportowcy rywalizowali w rekordowych 155 konkurencjach. Po raz pierwszy na igrzyskach pojawiły się zespoły z Hondurasu i Belize.

## Dyscypliny
- Baseball  (szczegóły)
- Boks  (szczegóły)
- Gimnastyka sportowa  (szczegóły)
- Judo  (szczegóły)
- Kolarstwo torowe  (szczegóły)
- Koszykówka  (szczegóły)
- Lekkoatletyka  (szczegóły)
- Piłka nożna  (szczegóły)
- Piłka wodna  (szczegóły)
- Pływanie  (szczegóły)
- Podnoszenie ciężarów  (szczegóły)
- Siatkówka (halowa)  (szczegóły)
- Skoki do wody  (szczegóły)
- Strzelectwo  (szczegóły)
- Szermierka  (szczegóły)
- Zapasy  (szczegóły)

## Tabela medalowa
Źródło.
| Lp.   | Państwo                              | Złoto | Srebro | Brąz | Razem |
| ----- | ------------------------------------ | ----- | ------ | ---- | ----- |
| 1     | Kuba                                 | 98    | 61     | 51   | 210   |
| 2     | Meksyk                               | 38    | 46     | 40   | 124   |
| 3     | Kolumbia                             | 15    | 9      | 13   | 37    |
| 4     | Portoryko                            | 13    | 18     | 25   | 56    |
| 5     | Wenezuela                            | 6     | 16     | 18   | 40    |
| 6     | Panama                               | 5     | 17     | 19   | 41    |
| 7     | Antyle Holenderskie                  | 5     | 6      | 10   | 21    |
| 8     | Trynidad i Tobago                    | 1     | 2      | 3    | 6     |
| 9     | Jamajka                              | 1     | 0      | 3    | 4     |
| 10    | Gwatemala                            | 0     | 2      | 4    | 6     |
| =     | Gujana                               | 0     | 2      | 4    | 6     |
| 12    | Dominikana                           | 0     | 2      | 1    | 3     |
| 13    | Nikaragua                            | 0     | 1      | 4    | 5     |
| 14    | Bahamy                               | 0     | 0      | 1    | 1     |
| =     | Wyspy Dziewicze Stanów Zjednoczonych | 0     | 0      | 1    | 1     |
| Razem | Razem                                | 182   | 182    | 197  | 561   |